# Фонтани Тернополя

Фонтан «Каскад», вид на сходи

Фонтан «Каскад», верхній водограй

У Тернополі є близько 20 фонтанів, що відіграють важливу архітектурну та розважальну роль. Більшість із них діючі, обладнані підсвіткою і працюють щодня на замкненому циклі, починаючи з Великодня (але не пізніше 1 травня), закінчуючи святом Покрови. У будні — з 14:00 до 22:00, у вихідні та свята — з 11:00 до 22:00, у дощову та вітряну погоду не працюють.
За гарне композиційне поєднання вулиць і фонтанів Тернопіль часом називають «містом фонтанів».

## Діючі фонтани
| Назва (офіційна або умовна)                          | Розташування                                    | Власник/обслуговує                            | Рік побудови | Фото | Примітки |
| «Кульбаба»                                           | вул. В. Чорновола                               | КП «Тернопільводоканал»                       | 2019         |      | |
| «Квітка терену» (комплекс із 3-х фонтанів)           | бульвар Т. Шевченка                             | КП «Тернопільводоканал»                       | 2012         |      | До 2009 року тут був комплекс фонтанів «Грибок» |
| «Каскад», верхній водограй                           | вул. Замкова                                    | КП «Тернопільводоканал»                       | 1972         |      | Вода витікає у фонтан на сходах. Реконструйований у 2008 та 2013 |
| «Каскад», на сходах (у народі — «Сльози Гронського») | вул. Замкова                                    | КП «Тернопільводоканал»                       | 1972         |      | Вода поступає з верхнього водограю, але є можливість автономної роботи. Реконструйований у 2008 та 2013 |
| «Топільче» (комплекс із 3-х фонтанів)                | головна алея гідропарку «Сопільче»              | КП «Тернопільводоканал»                       | 2013         |      | До 2012 року тут був комплекс фонтанів «Океан» |
| «Лебеді»                                             | парк Національного відродження                  | КП «Тернопільводоканал»                       | 2017         |      | До 2017 року тут був фонтан «Олімпіада», який востаннє вмикали у 2012. |
| «Життя»                                              | головна алея парку ім. Т. Шевченка              | КП «Тернопільводоканал»                       | 2010         |      | Перший фонтан з пісковику на цьому місці збудували в 1950-тих. У 1985 на його місці збудували музичний водограй, який працював до 1992. У 1999 відновили його роботу, однак він уже не був музичним і працював невисоко. У такому вигляді фонтан проіснував до 2009                                                           |
| «Спогад»                                             | озеро «Чайка», що в парку ім. Т. Шевченка       | КП «Тернопільводоканал»                       | 2012         |      | Плавучий фонтан. На зимовий період демонтовують. До 2010 був у власності компанії «Київстар», тепер — на балансі КП «Тернопільводоканал». До 8 серпня 2012 року знаходився на Тернопільському ставі з іншим соплом — був лише один вертикальний струмінь. У 1989—1992 — на «Чайці» діяв комплекс із 3-х стаціонарних фонтанів |
| Комплекс аераційних фонтанів «Чайка»                 | набережна парку ім. Т. Шевченка                 | КП «Тернопільводоканал»                       | 2017         |      | Встановлений у рамках міської програми комплексного очищення ставу |
| Аераційний фонтан «Єліся»                            | набережна парку ім. Т. Шевченка                 | КП «Тернопільводоканал»                       | 2018         |      | Встановлений у рамках міської програми комплексного очищення ставу. Назва прив'язана до народної назви місцевості у парку |
| Фонтан на бульв. Д. Галицького                       | бульвар Данила Галицького                       | КП «Тернопільводоканал»                       | 2013         |      | До 1992 тут діяв інший фонтан, який виконував роль кондиціонера тодішнього кінотеатру «Комсомолець». Пізніше водограй не діяв |
| Фонтан на бульв. Д. Вишневецького                    | бульвар Дмитра Вишневецького                    | КП «Тернопільводоканал»                       | 2015         |      | |
| Фонтан на набережній «Циганка»                       | вул. Білецька                                   | КП «Тернопільводоканал»                       | 2016         |      | |
| «Оріон»                                              | вул. 15 Квітня, біля заводу «Оріон»             | ПАТ «Тернопільський радіозавод «Оріон»        | 1980         |      | До 2010 року майже ніколи не працював. Працює щодня у післяобідню пору |
| «Русалка»                                            | вул. Текстильна (праворуч салону меблів «Нова») | фабрика меблів «Нова»                         | 2010         |      | Працює цілодобово до настання морозів. Розміщений за 20 метрів від місця, де був інший знесений водограй. Входить до складу ландшафтного парку, виконаному в «присадибному» стилі |
| «Чаплі і жаби»                                       | вул. Текстильна (навпроти салону меблів «Нова») | фабрика меблів «Нова»                         | 2010         |      | Працює цілодобово до настання морозів. Входить до складу ландшафтного парку, виконаному в «присадибному» стилі |
| Пам'ятник-фонтан св. Франциску                       | вул. В. Великого                                | Церква св. Петра УКГЦ                         | 2011         |      | Працює цілодобово до настання морозів |
| Водяні млини                                         | гідропарк «Сопільче»                            | КП «Об'єднання парків культури та відпочинку» | 1985         |      | Водяні млини є декоративними. Вони обертаються цілодобово до настання морозів. Вода поступає цілодобово та цілорічно з Тернопільського ставу завдяки тому, що гідропарк знаходиться нижче рівня водойми |

Фонтан ресторану «Хутір»
Фонтан ресторану «Старий млин»
Фонтан піцерії «Сорренто»

Також є діючі фонтани на територіях підприємств та організацій, зокрема — «Тернопільгазу» (вул. Микулинецька), Храму Святого Духа УГКЦ (вул. Тарнавського), КП «Об'єднання парків культури та відпочинку», головного корпусу медичного університету тощо.

## Недіючі фонтани
| Назва (офіційна або умовна) | Розташування          | Власник                                       | Рік побудови | Фото | Примітки |
| Фонтан на вул. Камінній     | вул. Камінна          | Тернопільська обласна рада                    | 1982         |      | Недіючий з 1992. Наприкінці 1980-х — на початку 1990-х років під час свят фонтан працював, а для вільного доступу тернополян відкривали ворота                                                                                      |
| «Щастя»                     | майдан Волі           | АТ «Ощадбанк» / КП «Тернопільводоканал»       | 1970-ті      |      | Востаннє працював у 2017. До 1994 року тут була ще одна «Кульбаба». Нинішня конструкція того ж року перенесена з вул. Качали |
| Фонтан біля ПК «Ватра»      | вул. Микулинецька, 46 | ТОВ «ОСП Корпорація ВАТРА»                    | 1980-ті      |      | Працював украй рідко, востаннє — на початку 1990-х |
| «Камінь»                    | гідропарк «Сопільче»  | КП «Об'єднання парків культури та відпочинку» | 1985         |      | Працював цілодобово та цілорічно. Вода поступала по трубі від декоративних водяних млинів. Роботу забезпечував не насос, а природний чинник — гідропарк знаходиться нижче рівня Тернопільського ставу. Не працює через прорив труби |

## Втрачені та суттєво змінені фонтани
У цій галереї вказані сучасні назви вулиць, площ та організацій. Також тут розміщені фото фонтанів, які внаслідок реконструкції повністю змінили свій зовнішній вигляд 
| Назва (офіційна або умовна)             | Розташування                          | Обслуговував             | Роки роботи                        | Фото | Примітки |
| «Кульбаба»                              | вул. В. Чорновола                     | КП «Тернопільводоканал»  | 1973—2017                          |      | У 2008 проводилась реконструкція |
| «Грибок» (комплекс із 3-х фонтанів)     | бульвар Т. Шевченка                   | КП «Тернопільводоканал»  | 1954—2009                          |      | У 2012 проведена глибока реконструкція. Тепер тут комплекс із трьох фонтанів«Квітка терену» |
| Великий фонтан                          | Тернопільський став                   | КП «Тернопільводоканал»  | 1975—1992, 2000—2002               |      | |
| «Спогад» («Київстар»)                   | Тернопільський став                   | КП «Тернопільводоканал»  | 2007—2012                          |      | Плавучий фонтан. Подарунок місту від компанії Київстар. У серпні 2012 перемістили на озеро «Чайка» і замінили сопло. Композицію водограю повністю змінили: замість одного 10-метрового струменя зробили один вертикальний і багато бокових, а висоту значно знизили |
| «Чаша»                                  | вул. Гетьмана Сагайдачного            | КП «Тернопільводоканал»  | 1990—1994                          |      | Кадр з к/ф «Іван та Кобила». 1991 рік (на момент зйомки). До 1990 знаходився на вул. Замковій перед пологовим будинком, де стояв з часу його побудови — від початку 1960-х років                                                                                    |
| «Океан» (комплекс із 5 фонтанів)        | гідропарк «Сопільче»                  | КП «Тернопільводоканал»  | 1985—2012                          |      | У 1998 році залишили тільки центральний водограй, а інші перетворили на звичайні басейни. У 2013 проведена глибока реконструкція фонтанів |
| «Олімпіада»                             | парк Національного відродження        | КП «Тернопільводоканал»  | 1980-ті—2013                       |      | Працював напряму від водопровідної мережі. Працював тільки на Великдень, День незалежності України і День міста (28 серпня), востаннє — у 2013. У 2017 проведена глибока реконструкція. Тепер тут фонтан «Лебеді».                                                  |
| «Кульбаба»                              | майдані Волі, біля РАГСу              | КП «Тернопільводоканал»  | початок 1980-х—1994                |      | Конструкція була такою ж, як і в діючої «Кульбаби» на вул. Чорновола. Тепер на цьому місці інший фонтан, який у 1994 перенесли з вул. Качали |
| Фонтан на майдані Волі                  | майдані Волі                          | КП «Тернопільводоканал»  | 1967—2001                          |      | Знесений під час реконструкції майдану. На запроектований новий фонтан не вистачило коштів |
| Фонтан біля колишнього ПК «Текстильник» | вул. Текстильна, 2а                   | підприємство «Текстерно» | 1980-ті—2005                       |      | Майже ніколи не працював. Конструкція мала такий же стиль, як і архітектурне оформлення ПК. Розібраний новим власником «Текстильника» - фабрикою меблів «Нова», яка розмістила там «Салон меблів». Басейн фонтану засипали і забетонували                           |
| Фонтан на вул. Качали                   | вул. С. Качали                        | КП «Тернопільводоканал»  | до 1994                            |      | Конструкцію перенесли у басейн, що біля РАГСу на майдані Волі, замінивши «Кульбабу» |
| «Лебеді»                                | сквер ліворуч драмтеатру              | КП «Тернопільводоканал»  | 1950-ті—1982                       |      | Тепер на цьому місці пам'ятник Т. Г. Шевченку |
| Фонтан перед Кооперативним технікумом   | вул. Руська                           |                          | є на світлинах 1950-х—1960-х років |      | |
| Фонтан перед залізничним вокзалом       | Привокзальний майдан                  |                          | існував у 1950-х роках             |      | |
| Фонтан «Володя Ульянов»                 | вул. В. Чорновола                     |                          | 1950-ті                            |      | Із середини 1960-х років цьому місці стоїть пам'ятник О. С. Пушкіну |
| Комплекс із 3-х фонтанів                | озеро «Чайка» в парку ім. Т. Шевченка | КП «Тернопільводоканал»  | 1989—1993, 2000                    |      | Тепер на цьому місці плавучий фонтан «Спогад» |